# Étienne-Barthélémy Bagnoud

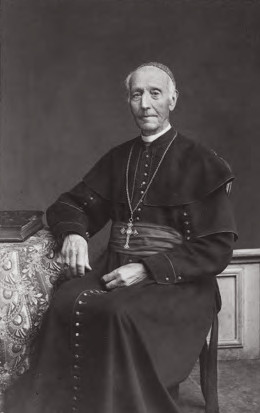
Abtbischof Étienne-Barthélémy Bagnoud

Étienne-Barthélémy Bagnoud CRA (* 1. Januar 1803 in Icogne; † 2. November 1888 in Saint-Maurice) war ein Schweizer römisch-katholischer Geistlicher und Abtbischof der Gefreiten Abtei Saint-Maurice.

## Leben und Wirken
Er war der Sohn von Stephan-Barthélemy Bagnoud und dessen Ehefrau Magdalena geb. Badin. Étienne-Barthélémy Bagnoud legte 1826 in der Abtei Saint-Maurice die Profess ab. Von 1829 bis 1834 war er Professor am Kollegium Saint-Maurice.
Am 3. September 1834 wurde Étienne-Barthélémy Bagnoud zum Abt von Saint-Maurice gewählt und 1835 benediziert. Papst Gregor XVI. ernannte ihn am 3. Juli 1840 zum Titularbischof von Betlehem. Die Bischofsweihe spendete ihm am 26. Juli desselben Jahres der Bischof von Sitten Moritz Fabian Roten.
Étienne-Barthélémy Bagnoud unterstützte in der Zeit der Regeneration zunächst die Unterwalliser Radikalen, wechselte dann aber zu den Oberwalliser Konservativen. Da die Abtei Saint-Maurice den Sonderbund unterstützt hatte, drohte ihr 1848 die Säkularisation. Zwar konnte diese abgewendet werden, jedoch musste die Abtei einen Teil des Stiftsvermögens abtreten.
Étienne-Barthélémy Bagnoud war Teilnehmer am Ersten Vatikanischen Konzil.